# Сен, Сучитра
Сучи́тра Се́н (бенг. সুচিত্রা সেন, [ʃuˈʧitrā ˈʃēn]), при рождении Рома́ Дасгупто́ (бенг. রমা দাশগুপ্ত, [ɾɔˈmā d̪āʃguˈpt̪ɔ]; 6 апреля 1931, Сен Бханга Бари, Бенгальское президентство Британской Индии — 17 января 2014, Калькутта) — индийская актриса

, снимавшаяся в кино на бенгальском и хинди.

## Биография и карьера
Сучитра Сен родилась 6 апреля 1931 года в деревне Сен Бханга Бари в Бенгальском президентстве Британской Индии (ныне в подокруге Белкучи округа Сираджгандж области Раджшахи Бангладеш) пятым ребёнком в семье директора местной школы Карунамоя Дасгупты и домохозяйки Индиры Деви.
Девочка выросла и получила школьное образование в Пабне. При распаде Британской Индии её семья оказалась в Западной Бенгалии, где девушка в 1947 году вышла замуж за Динабатха Сена, сына фабриканта Адинатха Сена, с которым прожила до его смерти в 1970 году, родив ему дочь Мунмун Сен (также ставшую актрисой, как и её дочери). Впоследствии как муж, так и тесть активно поддерживали её при начале и продолжении актёрской карьеры.
Первая попытка участия Сучитры Сен в кино состоялась в 1951 году в массовке вышедшего несколько лет спустя фильма «Атомная бомба» (1954), первая съёмка в главной роли — в 1952 году для фильма Shesh Kothay, который, однако, так и не вышел в прокат. Реальным экранным дебютом молодой актрисы стали вышедшие в начале следующего года фильмы Saat Number Kayedi и Sharey Chuattor; второй из них, где Сучитра играла в паре с Уттамом Кумаром, стал кассовым хитом и принёс главным исполнителям статус «звёздной пары». Актёры сотрудничали более 20 лет, вместе с Кумаром Сен играла приблизительно в половине своих фильмов. В 1955 году актриса влилась также в хиндиязычный кинематограф, исполнив одну из главных ролей в получившем несколько премий фильме «Девдас». Тем не менее, основной областью работы Сучитры Сен до конца карьеры оставались романтические драмы на бенгали, сделавшие её одной из самых знаменитых бенгальских актрис. Ряд фильмов, в которых она сотрудничала с Уттамом Кумаром, стали классикой бенгальского кинематографа.
Международное признание пришло к актрисе в 1963 году, когда она получила серебряный приз Московского международного кинофестиваля, став первой индийской актрисой, удостоенной международной кинопремии. Из-за большой занятости Сучитра Сен была вынуждена отказываться от ряда кинопроектов, в том числе, предлагавшихся ей известными режиссёрами и продюсерами, включая Сатьяджита Рая и Раджа Капура.
Сен продолжила сниматься после смерти её мужа в 1970 году. В числе фильмов этого периода был фильм на хинди «Гроза» (1974) (предположительно, на основе событий частной жизни Индиры Ганди), ставший после своего выпуска в прокат ещё одной важной вехой её творчества. В числе прочих наград фильма, Сучитра Сен была удостоена за него номинации на Filmfare Award за лучшую женскую роль.
Эта картина, однако, стала её последним фильмом на хинди из-за последовавшего через несколько лет решения завершить свою кинематографическую карьеру. Сен окончательно прекратила съёмки в 1978 году, по одной из версий, после разговора со свами Абхаянандой из Общества Рамакришны. Среди проектов, не завершенных из-за решения актрисы, были так и не снятая Сатьяджитом Раем вторая экранизация романа Бонкимчондро Чоттопаддхая «Devi Chaudhurani», а также картина Nati Binodini, в которой она снималась вместе с Раджешем Кханной, «положенная на полку» в стадии пост-продакшна.
В течение более 30 лет после своего ухода из кино Сучитра Сен всеми силами избегала публичности, живя на частной квартире на юге Калькутты, общаясь только с родными и сосредоточив свою жизнь на служении миссии Рамакришны, вызывая своим отшельничеством многочисленные сравнения её в прессе с Гретой Гарбо. Её нежелание появляться на публике распространилось и на получение присуждаемых ей наград, включая высшую награду Западной Бенгалии Банга Бибхушан в 2012 году, принятую её дочерью и внучкой, и высшую кинематографическую награду Индии — премию имени Дадасахеба Фальке, от которой актриса отказалась в 2005 году из-за нежелания публично получать её из рук президента Индии в Нью-Дели, как того требовал статут награды.

### Смерть

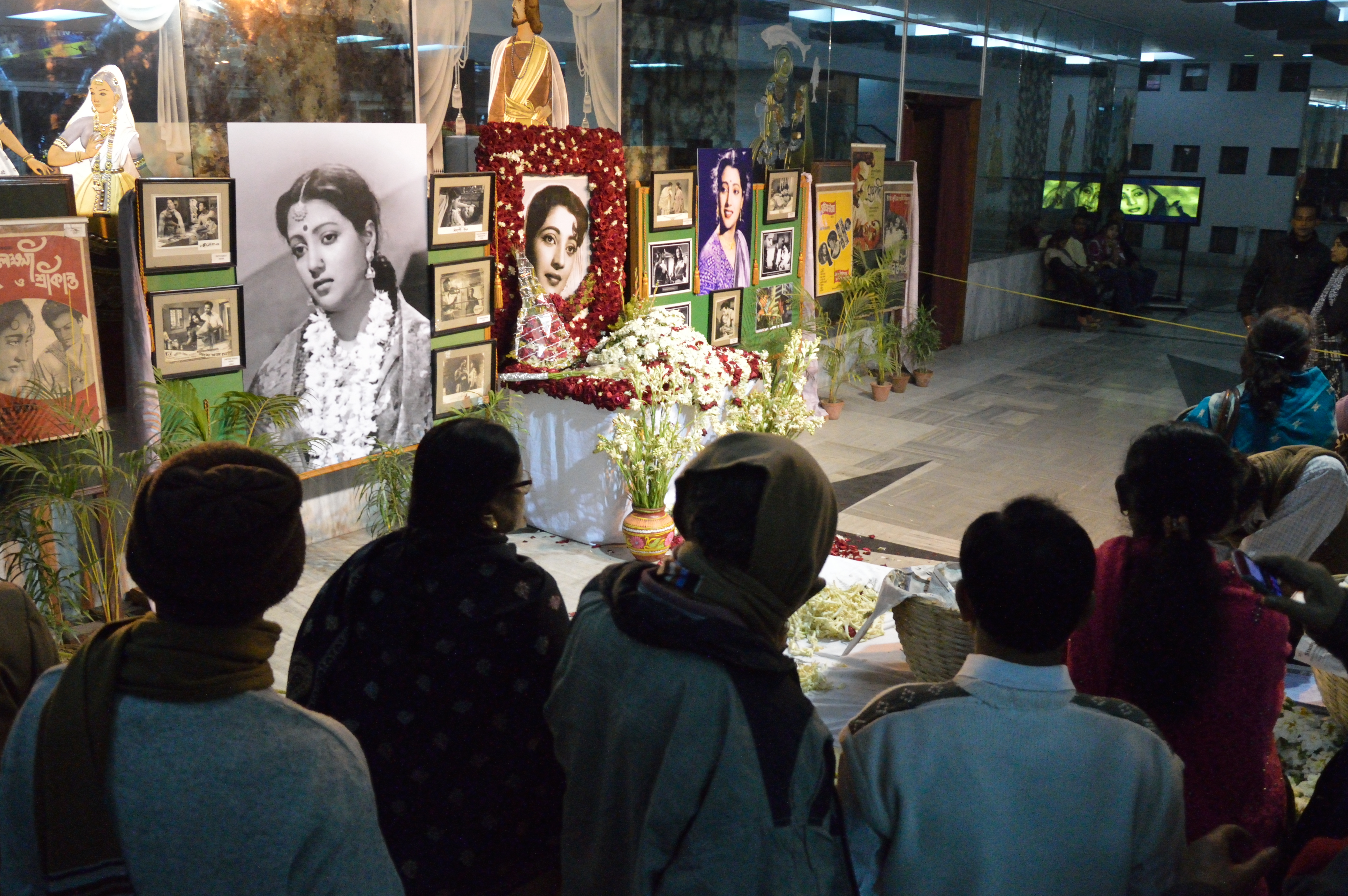
Зал памяти Сучитры Сен на 38-й Международной книжной ярмарке в Калькутте, 19 января 2014 года

24 декабря 2013 года Сучитра Сен была госпитализирована с инфекционным заболеванием лёгких. По сообщениям прессы, в начале января 2014 года ей стало лучше, однако утром 17 января актриса умерла от обширного инфаркта миокарда.
Помимо коллег Сучитры Сен, соболезнования о её смерти были высказаны рядом государственных лидеров, включая президента Индии Пранаба Мукерджи, её премьер-министра Манмохана Сингха и сменившего позднее его на этом посту Нарендру Моди (на тот момент премьера штата Гуджарат), а также премьер-министра Бангладеш Шейх Хасину.
Из уважения к стремлению актрисы к непубличности, похоронные ритуалы были начаты уже через неполные 6 часов после её смерти в калькуттском крематории Kaioratola, куда её тело было доставлено на украшенном цветами катафалке с тонированными стёклами; тем не менее, они собрали множество поклонников, желавших в последний раз её увидеть. По распоряжению премьера штата Западная Бенгалия Маматы Банерджи церемония прощания перед кремацией была завершена оружейным салютом.

## Фильмография
С начала 1950-х по конец 1970-х годов актриса сыграла в 60 вышедших в прокат фильмах, две трети из которых достигли коммерческого успеха в интервале от «сборов выше среднего» до «блокбастеров».

| Год  |   | Русское название        | Оригинальное название                               | Роль              |
| ---- | - | ----------------------- | --------------------------------------------------- | ----------------- |
| 1952 | ф |                         | Shesh Kothay (не выходил в прокат)                  |                   |
| 1953 | ф |                         | Saat Number Kayedi (первый прокатный фильм)         |                   |
| 1953 | ф |                         | Sharey ChuattorУК (первые съёмки с Уттамом Кумаром) | Ромола            |
| 1953 | ф |                         | Bhagaban Srikrishna Chaitanya                       | Бишнуприя         |
| 1953 | ф |                         | Kajori                                              |                   |
| 1954 | ф | «Атомная бомба»         | Atom Bomb (в массовке; первые съёмки, в 1951)       |                   |
| 1954 | ф |                         | Ora Thaake OdhareУК                                 | Нилу              |
| 1954 | ф |                         | Dhuli                                               | Минати            |
| 1954 | ф |                         | Maraner PareyУК                                     | Танима            |
| 1954 | ф |                         | Sadanander MelaУК                                   | Шила              |
| 1954 | ф |                         | Annapurnar MandirУК                                 | Сати              |
| 1954 | ф | букв. «Испытание огнём» | Agni ParikshaУК                                     | Тапоси            |
| 1954 | ф |                         | GrihaprabeshУК                                      |                   |
| 1954 | ф |                         | Balaygras                                           | Манимала          |
| 1955 | ф |                         | Sanjher Pradip                                      | Раджу             |
| 1955 | ф | «Девдас»                | Devdas (первый фильм на хинди)                      | Паро              |
| 1955 | ф |                         | Snaajhghar                                          |                   |
| 1955 | ф |                         | Shapmochan                                          | Мадхури           |
| 1955 | ф |                         | Mejo Bou                                            |                   |
| 1955 | ф |                         | Bhalabaasa                                          |                   |
| 1955 | ф |                         | Sabar UpareyУК (бенгали)                            | Рита              |
| 1956 | ф | букв. «Сагарика»        | SagarikaУК                                          | Сагарика          |
| 1956 | ф |                         | Subharaatri                                         |                   |
| 1956 | ф |                         | Ekti RaatУК                                         | Сантана           |
| 1956 | ф |                         | TrijamaУК                                           | Сварупа           |
| 1956 | ф |                         | ShilpiУК                                            | Анджана           |
| 1956 | ф |                         | Amar Bou                                            |                   |
| 1957 | ф |                         | Harano SurУК (бенгали)                              | д-р Рома Банерджи |
| 1957 | ф |                         | ChandranathУК                                       | Сараджу           |
| 1957 | ф |                         | Pathe Holo DeriУК                                   | Малика Банерджи   |
| 1957 | ф |                         | Jeeban Trishna                                      | Шакунтала         |

| Год  |   | Русское название     | Оригинальное название                                 | Роль                         |
| ---- | - | -------------------- | ----------------------------------------------------- | ---------------------------- |
| 1957 | ф |                      | Musafir (хинди)                                       | Шакунтала Верма              |
| 1957 | ф |                      | Champakali (хинди)                                    |                              |
| 1958 | ф |                      | Rajlakshmi O SrikantaУК                               | Раджлакшми                   |
| 1958 | ф |                      | Surya Toran                                           | Анита Чаттерджи              |
| 1958 | ф | букв. «Индрани»      | IndraniУК                                             | Индрани                      |
| 1959 | ф |                      | Deep Jwele Jaai (бенгали)                             | сестра Радха Митра           |
| 1959 | ф |                      | Chaaowa PawoaУК                                       | Манджу                       |
| 1960 | ф |                      | HospitalУК (бенгали)                                  | Сарбари                      |
| 1960 | ф |                      | Smriti Tuku Thaak (первый фильм с несколькими ролями) | Шобха / Утпала               |
| 1960 | ф |                      | Bombai Ka Babu (хинди)                                | Майя                         |
| 1960 | ф |                      | Sarhad (хинди)                                        |                              |
| 1961 | ф | «Брачный круг»       | SaptapadiУК (бенгали)                                 | Рина Браун                   |
| 1962 | ф | букв. «Бипаша»       | BipashaУК (бенгали)                                   | учительница Бипаша           |
| 1963 | ф |                      | Saat Paake Badha (бенгали)                            | Арчана                       |
| 1963 | ф |                      | Uttar PhalguniУК (бенгали)                            | Девьяни / Паннабай / Супарна |
| 1964 | ф |                      | Sandhyadeeper Sikha (бенгали)                         | Джаянти Баннерджи            |
| 1966 | ф | «Материнская любовь» | Mamta (ремейк «Uttar Phalguni» на хинди)              | Девьяни / Паннабай / Супарна |
| 1967 | ф |                      | GrihadahaУК (бенгали)                                 | Ачала                        |
| 1969 | ф | букв. «Камаллата»    | KamallataУК (бенгали)                                 | Камаллата                    |
| 1970 | ф |                      | Megh Kalo (бенгали)                                   | д-р Нирмалья Рой             |
| 1971 | ф |                      | NabaraagУК (бенгали)                                  | Нараяни / Рина               |
| 1971 | ф |                      | Fariyaad (бенгали)                                    |                              |
| 1972 | ф |                      | Alo Amaar AloУК (бенгали)                             | Атаси Хальдер                |
| 1972 | ф |                      | Har Mana HarУК (бенгали)                              | Нира                         |
| 1974 | ф |                      | Debi Chowdhurani (бенгали)                            | Прафулла                     |
| 1974 | ф |                      | Srabana Sandhya                                       |                              |
| 1975 | ф |                      | Priyo BandhabiУК                                      | Шримати[уточнить]            |
| 1975 | ф | «Гроза»              | Aandhi (хинди)                                        | Арти Деви                    |
| 1976 | ф |                      | Datta (бенгали)                                       | Биджойя                      |
| 1978 | ф |                      | Pranoy Pasha (бенгали)                                |                              |
|      | ф |                      | Nati Binodini (не завершена)                          |                              |

Индексом УК помечены фильмы в экранном партнёрстве с Уттамом Кумаром.

## Номинации и награды
Сучитра Сен стала первой индийской актрисой, завоевавшей международную кинонаграду — серебряный приз 3-го Московского международного кинофестиваля в категории «Лучшая женская роль» за образ Рины Браун в фильме «Брачный круг» (1961).
Помимо этого, в течение и после завершения актёрской карьеры она была удостоена и ряда других престижных номинаций и наград, включая:
Кинематографические
- 1967 — Номинация премии Filmfare в категории «лучшая актриса» за роли в фильме «Материнская любовь»[англ.][33].
- 1976 — Номинация премии Filmfare в категории «лучшая актриса» за роль Арти Деви в фильме «Гроза»[англ.][34].
- 2014 — Премия Filmfare East[англ.] за пожизненные достижения (посмертно)[35].

Государственные
- 1972 — Падма Шри (одна из старших общегражданских наград Индии) за значимый вклад в искусство[36].
- 2012 — Банга Бибхушан[англ.] (высшая общегражданская награда Западной Бенгалии) за пожизненный вклад в кинематограф[25][27].